# Ayenia virgata
Ayenia virgata là một loài thực vật có hoa trong họ Cẩm quỳ. Loài này được Urb. & Ekman mô tả khoa học đầu tiên năm 1926.